# Джигирей Михайло Іванович
Миха́йло Іва́нович Джигире́й — старший солдат ДСНС.
Від 2005 року — рятувальник-водій загону аварійно-рятувальних робіт державного підприємства «Мобільний рятувальний центр ДСНС України», Кагарлик.

## Нагороди
За особисту мужність і героїзм, виявлені у захисті державного суверенітету та територіальної цілісності України, вірність військовій присязі під час бойових дій та при виконанні службових обов'язків, відзначений — нагороджений
- 10 жовтня 2015 року — орденом «За мужність» ІІІ ступеня.